# Rajeev Karwal
Rajeev Karwal (11 de abril de 1963 - 12 de mayo de 2021) fue un empresario indio. Se le atribuye haber traído LG Corp. a India en 1997. Karwal también se desempeñó como CEO de Electrolux Kelvinator y también de Reliance Retail.

## Biografía
Fue alumno del Instituto de Tecnología de Gestión de Ghaziabad en Uttar Pradesh, India. Karwal comenzó a trabajar en Onida Electronics como ejecutiva de marketing y se convirtió en subdirector general. Luego pasó a trabajar con el Grupo Kishinchand Chellaram‚ en las Islas Canarias‚ España. Se incorporó a Surya Roshini Limited y logró un cambio de negocio excepcional en muy poco tiempo. En LG Corp India, como vicepresidente de ventas y marketing, transformó la empresa. De LG pasó a ocupar el puesto de Business Head of Consumer Electronics en Philips. Luego pasó a convertirse en Director Gerente de Electrolux India. Su cambio de rumbo en Electrolux resultó en que la compañía registrara un crecimiento del 49% en las ventas. Después de dejar el cargo de presidente y director ejecutivo de Consumer Durables Vertical de Reliance Retail.
Karwal fundó Milagrow Business and Knowledge Solutions en 2007. Nació con el objetivo de ofrecer apoyo como un catalizador de riesgo para llenar las brechas de necesidad de 'Capital de Gestión' de la búsqueda de crecimiento: micro, pequeñas y medianas empresas.
Falleció el 12 de mayo de 2021 tras contraer COVID-19.

## Honores y reconocimientos
- Lista de directores ejecutivos más poderosos de la India de Economic Times 2004.[12]
- Recibió el primer premio al alumno más distinguido de IMT Ghaziabad cuando se instituyó en 2005.[13]
- Apareció en la portada de Business Today, en la primera lista de las 25 mejores estrellas jóvenes en ascenso de India Inc.[14]